# Friedrich Rittelmeyer
Friedrich Rittelmeyer (5. října 1872, Dillingen an der Donau, Německo – 23. března 1938, Hamburk, tamtéž) byl evangelický teolog a zakladatel Obce křesťanů.

## Život
Friedrich Rittelmeyer pocházel z rodiny evangelického faráře a již jako chlapec se rozhodl jít ve stopách svého otce. Po studiích působil jako farář ve Würzburgu a v Norimberku a postupně si získával věhlas jako mimořádný kazatel. To vedlo v roce 1916 k jeho povolání na prominentní kazatelské místo do Berlína.
Během svého působení v Norimberku se Rittelmeyer setkal s Rudolfem Steinerem a jeho antroposofií, v níž nalezl inspiraci pro své kazatelské povolání i pro teologickou práci. Toto setkání nakonec vedlo k tomu, že se v roce 1922 postavil do čela nově vznikající Obce křesťanů a stal se jejím prvním nejvyšším duchovním správcem. Po jeho smrti 23. března 1938 se jeho nástupcem v tomto úřadě stal Emil Bock.

## Dílo
Friedrich Rittelmeyer je autorem řady knih a desítek článků. Jeho knihy vycházely v němčině, česky byla zatím vydána jen jedna:
- Meditace. Dvanáct dopisů o sebevýchově. Praha, Baltazar 1994. ISBN 80-85791-05-6

Výběr
- Friede und Kraft. Sieben Predigten, der Würzburger evangelischen Gemeinde als Abschiedsgabe gewidmet, 1902
- Friedrich Nietzsche und das Erkenntnisproblem. Ein monographischer Versuch, Diss. Leipzig 1903
- Gott und die Seele. Ein Jahrgang Predigten (mit Christian Geyer), Kerler, Ulm 1906
- Der Pfarrer. Erlebtes und Erstrebtes, Kerler, Ulm 1909
- Was will Johannes Müller? Kurze Darstellung und Würdigung, Beck, München 1910
- Leben aus Gott. Neuer Jahrgang Predigten (mit Christian Geyer), Kerler, Ulm 1911
- Friedrich Nietzsche und die Religion. Vier Vorträge, Kerler, Ulm 1911
- Jesus. Ein Bild in vier Vorträgen, Kerler, Ulm 1912
- Christ und Krieg. Predigten aus der Kriegszeit, Kaiser, München 1916
- Von der Theosophie Rudolf Steiners, Phil.-anthr. Verlag, Berlin 1917
- Zur innersten Politik, Kaiser, München 1919
- Die deutsche Not im Licht Jesu. Acht Kanzelreden über die Seligpreisung, Kaiser, München 1919
- Tatchristentum. Sieben Kanzelreden über die Wunden Jesu, Kaiser, München 1921
- Christus für uns. Drei Kanzelreden, Kaiser, München 1922
- Zur religiösen Erneuerung (mit Emil Bock), Verlag der Christengemeinschaft, Stuttgart 1922
- Welterneuerung, Verlag der Christengemeinschaft, Stuttgart 1923
- Die Christengemeinschaft, Verlag der Christengemeinschaft, Stuttgart 1925
- Luther – was er uns ist und nicht ist, Verlag der Christengemeinschaft, Stuttgart 1925
- Vom Johanneischen Zeitalter, Verlag der Christengemeinschaft, Stuttgart 1925
- Christus und die Gegenwart, Verlag der Christengemeinschaft, Stuttgart 1926
- Der kosmische Christus, Verlag der Christengemeinschaft, Stuttgart 1926
- Die Menschenweihehandlung, Verlag der Christengemeinschaft, Stuttgart 1926
- Vom Tod Christi, Verlag der Christengemeinschaft, Stuttgart 1927
- Meine Lebensbegegnung mit Rudolf Steiner, Verlag der Christengemeinschaft, Stuttgart 1928
  - 12., veränd. A. 2007, ISBN 3-87838-277-4
- Was will die Christengemeinschaft?, Verlag der Christengemeinschaft, Stuttgart 1928
- Der Ruf der Gegenwart nach Christus, Verlag der Christengemeinschaft, Stuttgart 1928
- Meditation. Zwölf Briefe über Selbsterziehung, Verlag der Christengemeinschaft, Stuttgart 1929
  - 14. A. 2002, ISBN 3-87838-117-4
- Sünde und Gnade, Verlag der Christengemeinschaft, Stuttgart 1929
- Gott und die Engel, Verlag der Christengemeinschaft, Stuttgart 1929
- Theologie und Anthroposophie. Eine Einführung, Verlag der Christengemeinschaft, Stuttgart 1930
- Das heilige Jahr. Hilfe zur inneren Belebung der Jahreszeiten, Verlag der Christengemeinschaft, Stuttgart 1930
- Wiederverkörperung im Lichte des Denkens, der Religion, der Moral, Verlag der Christengemeinschaft, Stuttgart 1931
- Der Deutsche in seiner Weltaufgabe zwischen Rußland und Amerika, Verlag der Christengemeinschaft, Stuttgart 1932
- Rudolf Steiner als Führer zu neuem Christentum, Verlag der Christengemeinschaft, Stuttgart 1933
- Deutschtum, Verlag der Christengemeinschaft, Stuttgart 1934
- Das Vaterunser als Menschwerdung, Verlag der Christengemeinschaft, Stuttgart 1935
  - neu als Das Vaterunser. Ein Weg zur Menschwerdung, 6. A. 1990, ISBN 3-87838-415-7
- Christus, Urachhaus, Stuttgart 1936
- Aus meinem Leben, Urachhaus, Stuttgart 1937
  - Neuausgabe 1986, ISBN 3-87838-473-4
- Menschen untereinander, Menschen füreinander. Worte von Friedrich Rittelmeyer, hg. v. Harro Rückner, Urachhaus, Stuttgart 1937
  - 4. A. 1987, ISBN 3-87838-510-2
- Gemeinschaft mit den Verstorbenen. Vier Aufsätze, Urachhaus, Stuttgart 1938
  - 9. A. 1983, ISBN 3-87838-114-X
- Fragen und Antworten zur Einführung in die Christengemeinschaft, Urachhaus, Stuttgart 1938